# 冒険家メソッド
冒険家メソッドは外国語学習法の一種である。一般的な教育理論としてはヴィゴツキーによる社会構成主義に基づき、語学学習理論としてはカリフォルニア大学の當作靖彦教授の提唱しているソーシャル・ネットワーキング・アプローチ（SNA）を自律学習用に発展させたもの。なお、SNA自体は自律学習だけでなく、教室での一斉授業としても応用される。

## 沿革
2012年10月、在サウジアラビア日本国大使館で開かれたセミナー「インターネットで日本語を学ぶ方法」において、初めて提唱された
。
2015年3月6日の「ベルギー日本語教師会・神戸大学・ルーヴァン大学合同セミナー」において、基調講演「ICT時代の教師の役割～冒険家メソッドの実践～」が実施された。

## 特徴
- 学習者は自分で学習計画をたてる。
- 習ってから使うのではなく、使ってから覚える。
- 習っていなくても使えるように、学習者はブラウザ組み込み辞書や自動翻訳などを駆使する。
- オンラインチャットなどでコミュニケーションをしてみて、役に立ったものは復習用に記録する。
- ソーシャルメディアを最大限に利用し、母語話者とのコミュニケーションや、先輩の学習者などの協力を得て学習する。

## 名称の由来
「冒険家メソッド」という名称は、冒険家の以下の特徴に由来している。
- 冒険家は未知への好奇心がある。
- 冒険家は他人の命令ではなく、個人の意志で行動する。
- 冒険家はリスクを取る。

ここで言う「未知への好奇心」は外国語を学ぶ時の、その言語が話される土地や母語話者への好奇心を示している。また、従来の一斉授業ではなく自律学習なので、教師が指示したりすることはなく、冒険家と同じように学習者は自分で学習計画を立てる。学習計画が本人のレベルや個性に合っていれば学校で習得するよりはるかに速く上達させることができるが、合わない場合は失敗するリスクもある。
なお、上記の冒険家の特徴は中央大学研究開発機構助教授の九里徳泰による冒険家の定義、「誰もやってないこと」を「自分が主体となり計画」し「命がけで」行う人に従っている。

## 冒険家メソッドの実践者
日本語教育機関が当時存在しなかったマケドニアの大学生ダヴィド・セラフィノブさんは訪日経験もないにもかかわらず、ソーシャルメディアを活用して二年で日本語能力試験N1に合格した。。
エジプトのイスマイル市在住のモアズ・エルガブリさんも同じように訪日経験も学校での日本語学習経験がないまま、3年間の冒険家メソッドの実践で日本語能力試験N1に合格。。
オランダ在住の「マールテン」「フローリス」という二人の高校生も、村上のインタビューに対して冒険家メソッドの自分なりの実践を流暢な日本語で語っている。この時点では2人とも教育機関での日本語学習経験はない。。